# Pseudoformicaleo nobilis
Pseudoformicaleo nobilis is een insect uit de familie van de mierenleeuwen (Myrmeleontidae), die tot de orde netvleugeligen (Neuroptera) behoort. 
Pseudoformicaleo nobilis is voor het eerst wetenschappelijk beschreven door Navás in 1926.